# 東京都第27区
東京都第27区（とうきょうとだい27く）は、日本の衆議院議員総選挙における選挙区。2022年（令和4年）公職選挙法改正による区割りの変更で新設。

## 区域
2022年（令和4年）公職選挙法改正以降の区域は以下のとおりである。本選挙区の設置前は中野区が7区と10区、杉並区東部が7区と8区だった。
- 中野区
- 杉並区（東部）
  - 方南1・2丁目、和泉1〜4丁目、永福1丁目1番、和田1〜3丁目、堀ノ内1〜3丁目、松ノ木1〜3丁目、大宮1丁目、大宮2丁目1〜4・19〜27番、梅里1・2丁目、高円寺南1・5丁目、高円寺北1丁目

## 歴史
2022年に区割りの改正がされた際の新設区で、第50回衆議院議員総選挙にて初めて施行された。
年金記録問題で知名度を上げた後、厚生労働大臣を務め、民主党→民進党→（旧）立憲民主党→（現）立憲民主党で党の役職に就いている長妻昭が、旧東京7区に中野区が含まれていた時代より、同区を中心に確固たる地盤を築いており、中野区が同選挙区から東京27区への区割り変更が決まった後、本選挙区からの出馬を決め、第50回衆議院議員総選挙では他候補に5万票以上の大差をつけて当選している。

## 小選挙区選出議員
| 選挙名                 | 年     | 当選者 | 党派       |
| ---------------------- | ------ | ------ | ---------- |
| 第50回衆議院議員総選挙 | 2024年 | 長妻昭 | 立憲民主党 |

## 選挙結果
時の内閣：第1次石破内閣 解散日：2024年10月9日 公示日：2024年10月15日
当日有権者数：38万1714人 最終投票率：55.61% （全国投票率：53.85%（2.08%））
| 当落 | 候補者名   | 年齢 | 所属党派   | 新旧 | 得票数    | 得票率 | 惜敗率 | 推薦・支持 | 重複 |
| ---- | ---------- | ---- | ---------- | ---- | --------- | ------ | ------ | ---------- | ---- |
| 当   | 長妻昭     | 64   | 立憲民主党 | 前   | 112,388票 | 54.60% | ――     |            | ○    |
|      | 黒崎祐一   | 47   | 自由民主党 | 新   | 59,952票  | 29.13% | 53.34% | 公明党推薦 | ○    |
|      | 石川芽生子 | 41   | 参政党     | 新   | 22,947票  | 11.15% | 20.42% |            |      |
|      | 石倉弘次郎 | 26   | 無所属     | 新   | 10,542票  | 5.12%  | 9.38%  |            | ×    |